# Вандермондов идентитет
У комбинаторици, Вандермондов идентитет, који је добио име по математичару Александру-Теофилу Вандермонду, је тврђење да важи једнакост
{\displaystyle {n+m \choose r}=\sum _{k=0}^{r}{n \choose k}{m \choose r-k}.}

## Доказ
Идентитет се лако доказује коришћењем алгебарске једнакости
{\displaystyle {n \choose k}={n! \over k!(n-k)!},}
Ако претпоставимо да у одељењу има n дечака и m девојчица, на колико начина је могуће изабрати r ученика? Одговор је, наравно, израз са леве стране једнакости
{\displaystyle {n+m \choose r}.}
Са десне стране налази се збир свих могућих избора од r ученика таквих да је међу њима k дечака и  r − k девојчица, при чему је k број између 0 и r.